# Laurac-en-Vivarais
Laurac-en-Vivarais är en kommun i departementet Ardèche i regionen Auvergne-Rhône-Alpes i sydöstra Frankrike. Kommunen ligger  i kantonen Largentière som ligger i arrondissementet Largentière. År 2022 hade Laurac-en-Vivarais 1 045 invånare.

## Befolkningsutveckling
Antalet invånare i kommunen Laurac-en-Vivarais
Referens: INSEE